# کاورناگو
کاورناگو (به ایتالیایی: Cavernago) یک کومونه در ایتالیا است که در استان برگامو واقع شده‌است.

## خصوصیات
کاورناگو ۷٫۵ کیلومترمربع مساحت و ۲٬۳۰۰ نفر جمعیت دارد و ۱۹۹ متر بالاتر از سطح دریا واقع شده‌است.